# 葛井広成
葛井 広成（ふじい の ひろなり）は、奈良時代の貴族・歌人。氏姓は白猪史のち葛井連。官位は正五位上・中務少輔。

## 経歴
元正朝の養老3年（719年）遣新羅使に任ぜられて、新羅へ赴く（この時の官位は従六位下・大外記）。翌養老4年（720年）一族と共に白猪史から葛井連に改姓する。
聖武朝の天平2年（729年）大宰帥・大伴旅人の邸宅で擢駿馬使・大伴道足に対する饗応が行われた際、宴に参加した人々の要望を受けて詠んだ和歌、天平8年（735年）雅楽寮の官人らが広成の家で宴を行った際に詠んだ和歌が、『万葉集』に採録されている。また、この間の天平3年（730年）外従五位下に叙せられている。
天平15年（743年）新羅使として金序貞が日本に到来するが、藤原広嗣の乱に起因して前年の天平14年（742年）に大宰府が廃止されていたことから、遣使への対応のため多治比土作と共に筑前国に派遣される。また同年には従五位下（内位）・備後守に叙任されている。天平20年（748年）2月に従五位上に昇叙される、8月には聖武天皇や群臣を迎えて自邸で宴会を開催すると日没のため天皇は広成邸に宿泊することになり、妻の県犬養八重と共に正五位上に叙せられた。
天平勝宝元年（749年）孝謙天皇の即位後まもなく中務少輔に任ぜられている。

## 人物
神亀年間（724年-729年）の文雅の士とされる。万葉歌人として『万葉集』に短歌3首が採録されている。また、漢詩人でもあり。『懐風藻』に五言詩2首、『経国集』には天平3年（731年）の対策で作成した漢詩3首が残っている。

## 官歴
『続日本紀』による。
- 時期不詳：従六位下。大外記
- 養老3年（719年） 閏7月11日：遣新羅使
- 養老4年（720年） 5月10日：白猪史のち葛井連に改姓
- 時期不詳：正六位上
- 天平3年（730年） 正月27日：外従五位下
- 天平15年（743年） 6月30日：備後守。7月3日：従五位下（内位）
- 天平20年（748年） 2月25日：従五位上。8月21日：正五位上（越階）
- 天平勝宝元年（749年） 8月10日：中務少輔